# Endea Owens

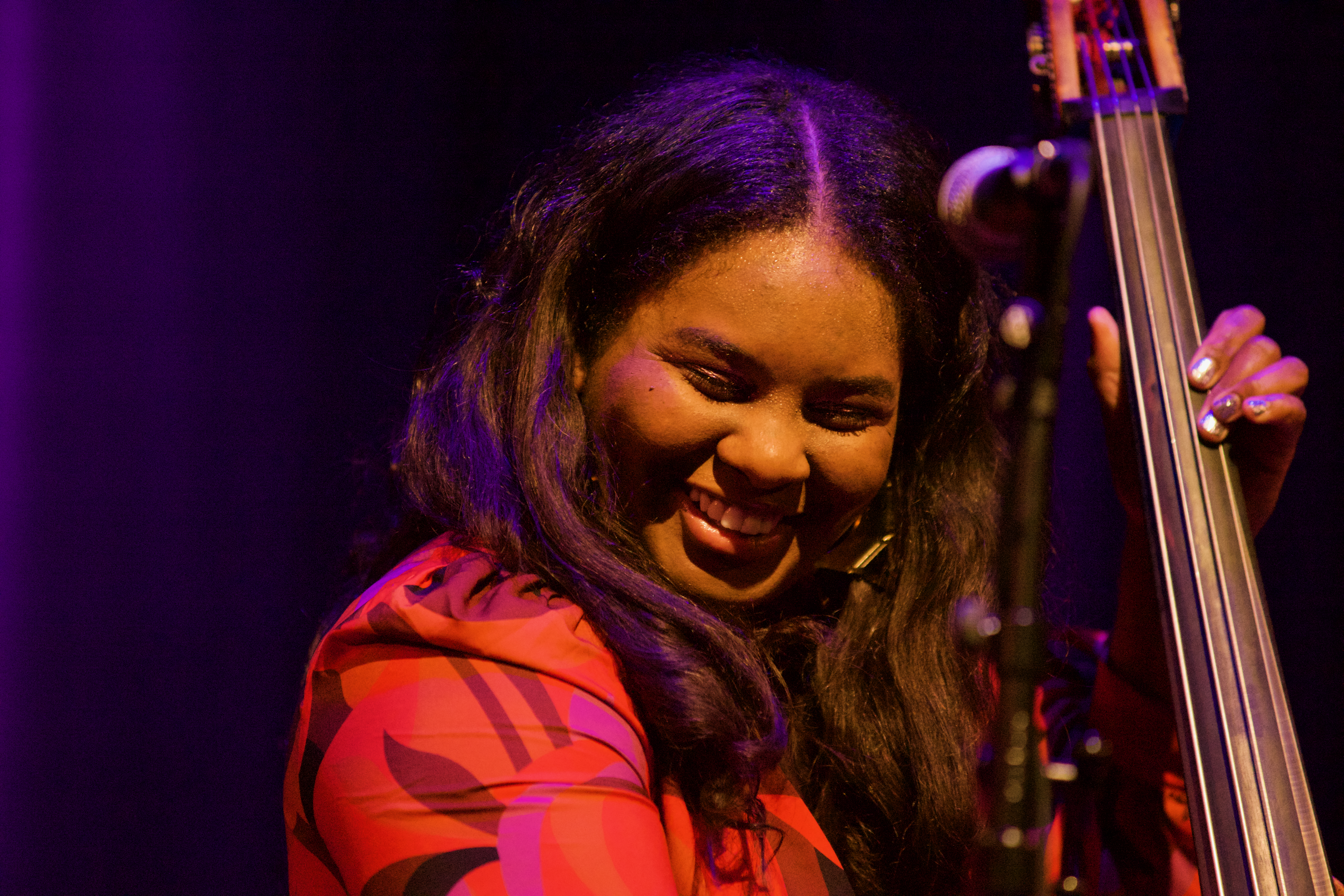
Endea Owens bei einem Auftritt in Amsterdam 2023

Endea Owens (* 5. Juli 1988 in Detroit) ist eine US-amerikanische Jazzmusikerin (Kontrabass, Komposition).

## Leben und Wirken
Owens wuchs in Detroit auf; ihr Mentoren waren Marcus Belgrave, Marion Hayden, Ron Carter und Rodney Whitaker, letzterer ihr Lehrer an der Detroit School of Arts. Sie zog dann nach New York, um an der Juilliard School zu studieren. In den folgenden Jahren arbeitete sie mit Musikern wie Jon Batiste, Dee Dee Bridgewater, Jazzmeia Horn, Steve Turre, Camille Thurman, Lea DeLaria und Wynton Marsalis; außerdem ist sie Hausbassistin in The Late Show with Stephen Colbert. Sie trat auch mit den Formationen The Young Stars of Jazz (u. a. mit Isaiah J. Thompson, Kyle Poole) und The Cookout (mit Christopher McBride und Corey Wilcox) auf; mit letzterer gastierte sie 2023 auf dem North Sea Jazz Festival.
Nach einer ersten digitalen Single-Veröffentlichung (Where the Nubians Grow, 2022) legte Owens 2023 mit Feel Good Music ihr Debütalbum mit Eigenkompositionen vor. Des Weiteren war sie an Aufnahmen von Karrin Allyson, Michael Dease, Marc Cary, Jerome Jennings und Diego Rivera beteiligt. Sie wirkte auch am Soundtrack von Shaka Kings Filmbiografie Judas and the Black Messiah (2021) mit.

## Diskographische Hinweise
- Feel Good Music (2023), mit Keith Brown, John Davis, Lee Pearson, Kris Johnson, Louis Fouche, Jeffery Miller, Jhoard, Shenel Johns